# Hodeng-au-Bosc
Hodeng-au-Bosc – miejscowość i gmina we Francji, w regionie Normandia, w departamencie Sekwana Nadmorska.
Według danych na rok 1990 gminę zamieszkiwało 576 osób, a gęstość zaludnienia wynosiła 66 osób/km² (wśród 1421 gmin Górnej Normandii Hodeng-au-Bosc plasuje się na 405. miejscu pod względem liczby ludności, natomiast pod względem powierzchni na miejscu 420.).